# WORLD'S END Rhythm Red Live
『WORLD'S END Rhythm Red Live』（ワールズ・エンド・リズムレッド・ライブ）は、日本の音楽ユニットTMNが1991年3月29日、同年5月22日にそれぞれリリースしたライブ映像作品であり、VHS、LDの2規格でリリースされている。また、2005年3月9日には両方を一纏めにしたDVDがリリースされている。

## メンバー
- 小室哲哉：キーボード・コーラス
- 宇都宮隆：ボーカル
- 木根尚登：ギター・ボーカル・コーラス

## サポートメンバー
- 葛城哲哉：ギター・コーラス
- 阿部薫：ドラムス
- 浅倉大介：キーボード・シンセベース

## 解説
TMN改称後、初のツアーとなる「RHYTHM RED TMN TOUR」のライブ模様を収録している。
一公演丸ごとの映像ではなく、部分的に編集されたものとなっており、そのため曲間で途切れたり、途中から始まったりとドキュメンタリー的な内容である。
本ツアー以降、メインのサポートギタリストがこれまでの松本孝弘に代わり葛城哲哉が参加。また当初はベーシストを招聘する予定だったが、候補者と折り合いがつかず断念。浅倉大介がシンセベースを担当した。
次作のアルバム『EXPO』（1991年）に収録されている「TOMORROW MADE NEW」が初披露されたのは本ツアーからであり、『EXPO』収録版とは歌詞が異なる。また、この曲と「THRILL MAD NATURAL」は対になっており、「TOMORROW MADE NEW」の歌詞の中にもこのタイトル名が見られる。どちらの曲名もそれぞれ頭文字のみを並べると「TMN」となる。
本ツアーでは木根尚登が初めてリードボーカルを執った「LOOKING AT YOU」が披露されている。
「GET WILD」はボックス・セット『GROOVE GEAR 2』（1994年）にも収録されているが、こちらとは収録日が異なる。

## 収録曲
全編曲：小室哲哉

### WORLD'S END I
1991年2月2日、2月3日郡山市民文化センター及び2月22日仙台イズミティ21にて行われたライブ映像である。
1. WORLD'S END
  - 作曲：小室哲哉
2. SECRET RHYTHM
  - 作詞・作曲：小室哲哉
3. THRILL MAD NATURAL
  - 作曲：小室哲哉
4. TOMORROW MADE NEW
  - 作詞：坂元裕二　作曲：小室哲哉
  - 次作アルバム『EXPO』に収録されている同曲のプロトバージョン。
  - 『EXPO』バージョンよりややスローテンポでロック色がより強い。
5. KISS YOU
  - 作曲：小室哲哉
6. RHYTHM RED BEAT BLACK
  - 作詞：坂元裕二　作曲：小室哲哉
7. COME ON EVERYBODY
  - 作詞・作曲：小室哲哉
8. KISS YOU
  - 作詞：小室みつ子　作曲：小室哲哉

### WORLD'S END II
1991年3月7日・3月8日・3月10日代々木第一体育館にて行われたライブ映像。
1. 69/99
  - 作詞：坂元裕二　作曲：小室哲哉
2. GET AWAY
  - 作詞・作曲：小室哲哉
3. WORLD'S END
  - 作詞：坂元裕二　作曲：小室哲哉
4. GOOD MORNING YESTERDAY
  - 作詞：小室みつ子　作曲：小室哲哉
5. GET WILD
  - 作詞：小室みつ子　作曲：小室哲哉
6. ALL-RIGHT ALL-NIGHT
  - 作詞：小室みつ子　作曲：小室哲哉
7. TIME TO COUNT DOWN
  - 作詞：小室みつ子　作曲：小室哲哉
8. LOOKING AT YOU
  - 作詞：小室みつ子　作曲：木根尚登
9. THE POINT OF LOVERS' NIGHT
  - 作詞・作曲：小室哲哉